# Werner Berger (Chemiker)
Werner Berger (* 4. Mai 1932 in Saude, Kreis Guben; † 26. Januar 2021) war ein deutscher Chemiker (Makromolekulare Chemie, Organische Chemie).
Nach der Vertreibung 1945 aus seiner Heimat östlich der Neiße, legte Berger 1952 sein Abitur an der Arbeiter- und Bauern-Fakultät der PH Potsdam ab. Anschließend studierte er an der TH Dresden Chemie. 
Nach der Promotion 1962 übernahm er zunächst eine Abteilungsleitung im VEB Chemiefaserwerk Premnitz, bevor er 1967 zum Dozenten für Zellulosechemie, Zellstoffchemie und Herstellung von Chemiefaserstoffen an das Institut für Textilchemie der TU Dresden wechselte. 
Nach der Promotion B wurde er 1970 zum ordentlichen Professor für Hochpolymere und Textilchemie berufen. Daneben war er 1971 bis 1976 Direktor der Sektion Chemie und 1990 bis 1992 Leiter des Instituts für Makromolekulare Chemie und Textilchemie.
1993 übernahm er eine Gastprofessur an der ETH Zürich. Von 1996 bis 2001 war er geschäftsführender Gesellschafter und war seit 2002 Berater der BIOP Biopolymer GmbH Dresden.
Er war einer der Autoren des Standardwerks Organikum, an dem er 1959 bis 1967 mitwirkte.
1977 erhielt er mit anderen den Nationalpreis II. Klasse für Wissenschaft und Technik für Folienfaserstoffherstellung unter Verwendung von Sekundärrohstoffen. Dabei entwickelte er eine neue Spinntechnologie.

## Schriften
- mit anderen: Textile Faserstoffe : Beschaffenheit und Eigenschaften, Springer 1993